# El Campillo (Huelva)
El Campillo és un municipi de la província de Huelva (Andalusia), que pertany a la comarca de Cuenca Minera.

## Evolució demogràfica
| 1998  | 1999  | 2000  | 2001  | 2002  | 2003  | 2004  | 2005  | 2006  | 2007  |
| ----- | ----- | ----- | ----- | ----- | ----- | ----- | ----- | ----- | ----- |
| 2,446 | 2,424 | 2,430 | 2,402 | 2,398 | 2,335 | 2,293 | 2,318 | 2,276 | 2,237 |